# Nova Pilbeam
Nova Pilbeam, de son vrai complet Nova Margery Pilbeam, est une actrice anglaise, née le 15 novembre 1919 à Wimbledon, en Angleterre, au (Royaume-Uni), et morte le 17 juillet 2015 à Londres, en Angleterre, au (Royaume-Uni),.

## Biographie
Cette actrice anglaise est surtout connue pour ses rôles dans deux films d'Alfred Hitchcock : la première version de  L'Homme qui en savait trop, dans le rôle de la jeune fille kidnappée, et Jeune et Innocent, dans le rôle de l'héroïne qui vient en aide au fugitif.

## Filmographie
- 1934 : Little Friend : Felicity Hughes
- 1934 : L'Homme qui en savait trop (The Man Who Knew Too Much) d'Alfred Hitchcock : Betty Lawrence
- 1936 : Tudor Rose : Lady Jane Grey
- 1937 : Jeune et Innocent (Young and Innocent) d'Alfred Hitchcock : Erica Burgoyne
- 1939 : Prison Without Bars (téléfilm) : Reformatory Inmate
- 1939 : Cheer Boys Cheer : Margaret Greenleaf
- 1940 : Sublime Sacrifice (Pastor Hall) : Christine Hall
- 1941 : Spring Meeting : Baby Furze
- 1942 : Banana Ridge : Cora Pound
- 1942 : The Next of Kin de Thorold Dickinson : Beppie Leemans
- 1943 : Yellow Canary : Betty Maitland
- 1946 : This Man Is Mine : Phoebe Ferguson
- 1947 : Green Fingers : Alexandra Baxter
- 1948 : Counterblast : Tracy Hart
- 1948 : The Three Weird Sisters : Claire Prentiss